# Parque Cecap

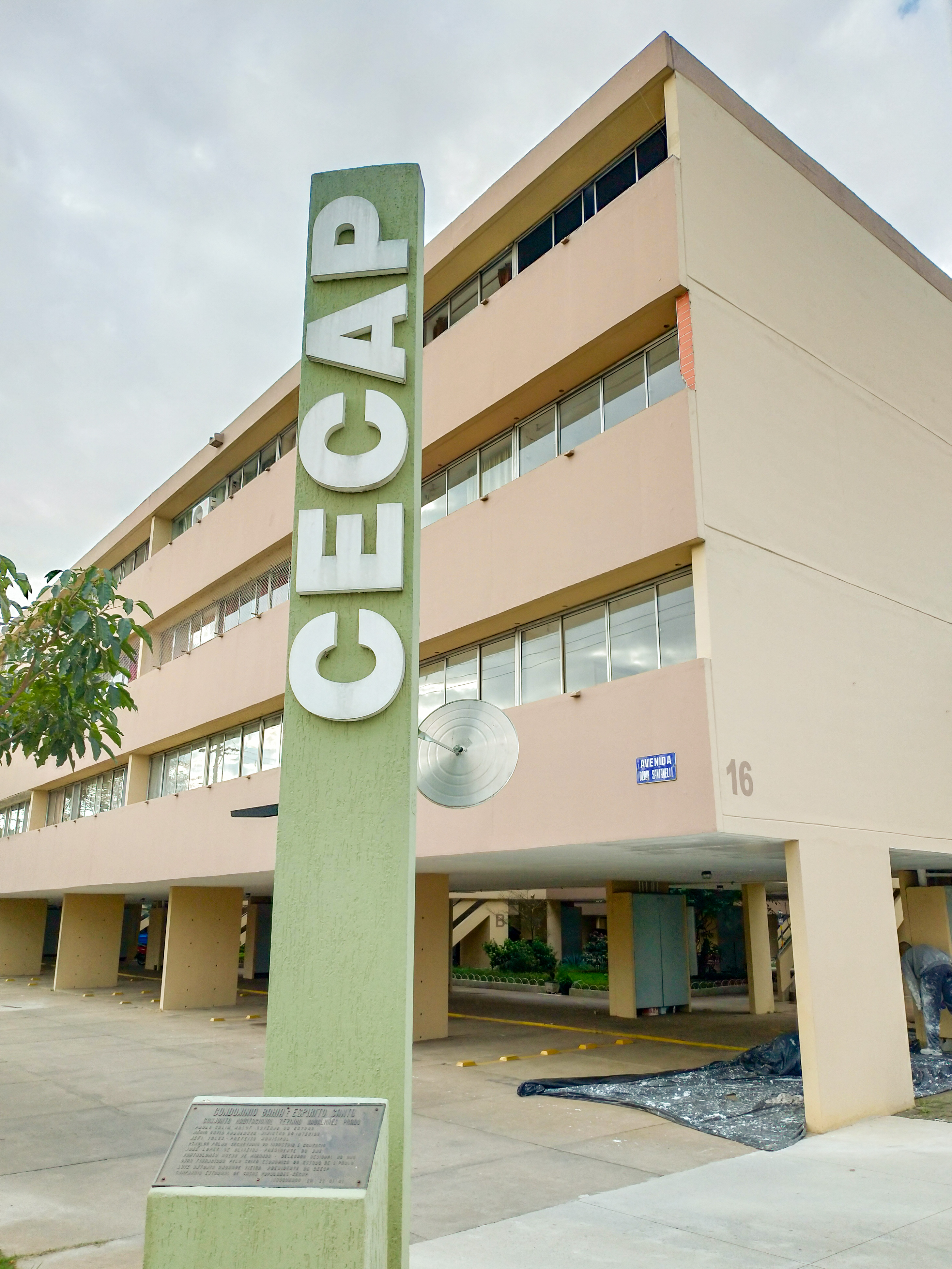
Imagem do conjunto habitacional Cecap.

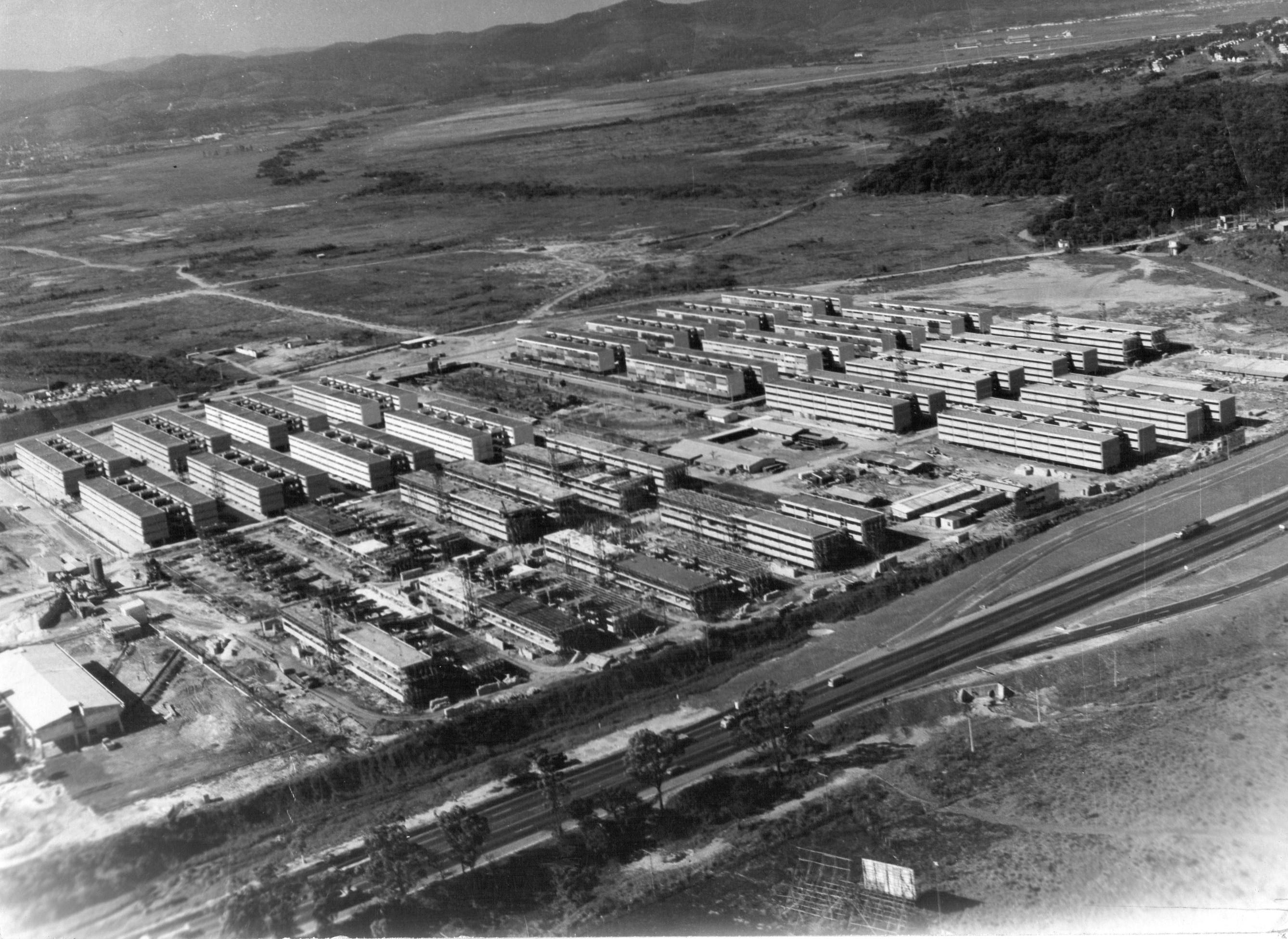
Vista aérea do Parque Cecap em construção - Projeto de Vila Nova Artigas. Imagem do Arquivo Histórico de Guarulhos.

Parque Cecap é um bairro de Guarulhos, no estado de São Paulo. Nesse distrito fica localizado o Terminal Turístico Rodoviário de Guarulhos, o Hospital Geral de Guarulhos, o SESC Guarulhos e a Estação Guarulhos–Cecap da Linha 13 do Trem Metropolitano de São Paulo.
O Parque Cecap foi concebido e construído sob o auspício da antiga Caixa Estadual de Casas para o Povo, a partir de 1968. Encomenda e supervisão do projeto feita a três importantes arquitetos paulistas: Vilanova Artigas, Paulo Mendes da Rocha e Fábio Penteado.
Marco importante na arquitetura modernista brasileira e na política pública habitacional, denominado inicialmente como Conjunto Habitacional Zezinho Magalhães Prado, demonstra rara preocupação e eficiência em relação à qualidade de vida dos moradores. Valorizando os espaços coletivos, o meio ambiente e os equipamentos públicos necessários ao cotidiano.
Hoje, quase quarenta anos da entrega das primeiras moradias, o bairro passou por diversas modificações que refletem as transformações da sociedade e os limites tanto das propostas modernistas, quanto das políticas públicas habitacionais, nos quais são constituídos doze condomínios com nomes de estados da federação, começando por estados da região Sudeste: São Paulo, Rio de Janeiro, Espírito Santo e Minas Gerais. Região Sul: Paraná, Santa Catarina e Rio Grande do Sul. Região Centro-Oeste: Goiás. Região Norte: Tocantins.
Os demais condomínios são constituídos pela região Nordeste: Bahia, Alagoas e Sergipe. Dentre eles há um centro comercial, um clube e há escolas.
O bairro conta também com grandes áreas verdes e um parque que leva o nome de um dos arquitetos que desenvolveram o bairro.
Ficou conhecido nacionalmente por ser berço da banda Mamonas Assassinas.